# Michael Hoffman
Michael Lynn Hoffman (Hawaii, 30 novembre 1956) è un regista, sceneggiatore e produttore cinematografico statunitense.

## Biografia
Nato alle Hawaii, Hoffman è però cresciuto a Payette nell'Idaho. Diplomatosi presso la Payette High School, in seguito studia alla Boise State University, dove si distingue come giocatore di basket e presidente del corpo studentesco, inoltre studia Letteratura rinascimentale presso l'Oriel College dell'Università di Oxford. Qui co-fonda la Oxford University Film Foundation, e attraverso essa riesce a debuttare alla regia con il film Privileged, nel cui cast figura un giovanissimo Hugh Grant. Nel 1987 si fa notare con il film Terra promessa, finanziato con il contributo del Sundance Institute di Robert Redford.
Nel 1991 dirige Bolle di sapone, commedia satirica sul mondo delle soap opera, cui segue il film in costume Restoration - Il peccato e il castigo (1995). L'anno seguente dirige la coppia George Clooney e Michelle Pfeiffer nella commedia romantica Un giorno... per caso. Nel 1999 dirige Sogno di una notte di mezza estate, ennesimo adattamento della commedia di William Shakespeare. Legato da sempre alla figura di Shakespeare, Hoffman è stato cofondatore del Idaho Shakespeare Festival.
Nel 2002 dirige Il club degli imperatori, con Kevin Kline ed Emile Hirsch, mentre nel 2005 realizza, da una sceneggiatura dello scrittore Don DeLillo, il dramma sportivo Game 6, con Michael Keaton e Robert Downey Jr.. Il suo film successivo, The Last Station (2009), ha per protagonista James McAvoy. Nel 2014 gli viene affidata la regia del film The Best of Me - Il meglio di me, trasposizione cinematografica del romanzo di Nicholas Sparks Il meglio di me, che vede come protagonisti Michelle Monaghan e James Marsden.

## Vita privata
Il regista è sposato con Samantha Silva e ha tre figli, Atticus, Phoebe e Olivia Hoffman.

## Filmografia
- Privileged (1982)
- Restless Natives (1985)
- Terra promessa (Promise Land) (1987)
- Some Girls (1988)
- Bolle di sapone (Soapdish) (1991)
- Restoration - Il peccato e il castigo (Restoration) (1995)
- Un giorno... per caso (One Fine Day) (1996)
- Sogno di una notte di mezza estate (A Midsummer Night's Dream) (1999)
- Il club degli imperatori (The Emperor's Club) (2002)
- Game 6 (2005)
- The Last Station (2009)
- Gambit - Una truffa a regola d'arte (Gambit) (2012)
- The Best of Me - Il meglio di me (The Best of Me) (2014)